# San Lorenzo Bellizzi
San Lorenzo Bellizzi là một đô thị và cộng đồng (comune) ở tỉnh Cosenza trong vùng Calabria miền nam nước Ý.
Đô thị San Lorenzo Bellizzi có diện tích 38 ki lô mét vuông, dân số thời điểm năm 2012 là 715 người.
Nằm trong Vườn quốc gia Pollino, ngôi làng giáp với Castrovillari, Cerchiara di Calabria, Civita và Terranova di Pollino. Nền kinh tế chủ yếu dựa vào nông nghiệp, chăn nuôi và nghề thủ công truyền thống.
Đô thị này có các đơn vị dân cư (frazioni) sau:
Các đô thị giáp ranh: 